# 杉山彦三郎
杉山 彦三郎（すぎやま ひこさぶろう、安政4年7月5日（1857年8月24日） - 1941年（昭和16年）2月7日）は、日本の農業技術者、政治家。位階は従四位。勲等は勲三等。
静岡県有渡郡有度村会議員、静岡県会議員、静岡県安倍郡有度村長、安倍郡茶業組合組合長、静岡県茶業組合総合会議副議長などを歴任した。

## 概要
駿河国有渡郡中吉田村（現・静岡県静岡市駿河区国吉田）出身の農業技術者。茶（茶樹）の選種（品種改良）に心血を注ぎ、特に優良品種の「やぶきた」などを選抜した。アメリカ合衆国の品種改良家であるルーサー・バーバンクになぞらえて、「茶業界のバーバンク翁」と称されることもある。

## 経歴

### 杉山家
安政4年7月5日（1857年8月24日）、杉山彦三郎は駿河国有渡郡中吉田村（現・静岡県静岡市駿河区国吉田）に生まれた。父は漢方医の杉山源左衛門である。杉山家は医者の家系であり、農業と酒造業を兼業していたが、彦三郎に変わって弟の杉山源作が医者の家業を継いでいる。医者を継がなかった理由は病弱なうえに学問が嫌いだったためである。

### 茶の品種改良

堤達男による『茶やぶきた種生みの親杉山彦三郎翁像』（静岡県静岡市）

杉山を顕彰するため1950年に建立された『頌德碑』（静岡県静岡市）

彦三郎の青年期における茶は日本国の重要な輸出品であり、その生産量は急速に伸びていた。彦三郎は農業と酒造業に力を入れ、遠江国の高橋勘右衛門や高橋力蔵に茶の栽培法や緑茶の製造法を学び、支那人に紅茶の伝習を受けた。明治政府による殖産興業に基づき、1871年（明治4年）から1877年（明治10年）には山林原野を開墾して約3町歩の茶園を造成し、1877年（明治10年）には勧農局（現・農林水産省）の多田元吉に茶業の講習を受けている。1877年（明治10年）には小笠郡から招いた山田文助に製茶技術を学び、茶樹に優劣があることを会得した。しかし、茶業界では選種（品種改良）が軽んじられており、茶園をせわしなく歩き回って茶樹の優劣を見極めようとする彦三郎は「イタチ」と陰口を叩かれた。
彦三郎は茶業の伝習所を開設し、3年間で約50人の伝習生を輩出した。1884年（明治17年）に静岡茶業組合が設立されると、彦三郎は推挙されて幹事長に就任し、伝習会などを開催している。1889年（明治22年）には有度村茶業議員に選ばれている。1892年（明治25年）頃には早生・中生・晩生の数種を発見して原種園に栽植している。実生、挿し木、取り木などの試行錯誤の結果、1894年（明治27年）頃には取り木を改良した茶樹の繁殖法を確立した。しかし、この頃には茶業界が不況に陥っており、1896年（明治29年）頃には弟の源作が榎本武揚による南洋開拓事業に赴いたこともあって、彦三郎は一時的に茶の研究から手を引いている。
東は埼玉県、西は九州・沖縄県・朝鮮半島まで、彦三郎は全国各地に茶葉の視察に赴いた。1901年（明治34年）には有度村谷田に日本初の水力応用機械製茶工場を設立した。1908年（明治41年）には試験地に播種した種から2本の優良系統を選抜し、「やぶきた」と「やぶみなみ」と命名した。1909年（明治42年）から1910年（明治43年）頃、東京・西ケ原の農事試験場（現・農業環境技術研究所）を訪れて田辺貢技師と意見交換している。
1912年（明治45年）には茶業組合中央会議所の大谷嘉兵衛会頭から、彦三郎の茶業研究のために大谷が私財を投じた土地の提供を受けた。1915年（大正4年）には大谷がこの土地を茶業組合中央会議所に寄付したが、茶業組合中央会議所の大林雄也技師は品種改良に反対の立場であり、彦三郎の研究は不可能となった。1914年（大正3年）には有渡村に茶業組合中央会議所による試験茶園が設置され、試験茶園の監督や品種改良を行った。1920年（大正9年）には安倍郡茶業組合の組合長に就任し、1938年（昭和13年）までこの役職を担っている。
1923年（大正12年）に試験茶園が廃されると、彦三郎は独力で品種改良を続けたが、1927年（昭和2年）頃からは静岡県茶業組合総合会議所や安倍郡茶業組合から資金援助を受けている。1927年（昭和2年）には静岡県立茶業試験場が第1回品種改良審査を行い、彦三郎が選抜した「やぶきた」などが優良品種として認められた。国立茶葉試験場（現・野菜茶業研究所）の出村要三郎による化学審査を経て、やはり「やぶきた」が優良品種として認定された。1933年（昭和8年）4月、皇室が主催する観桜会に産業功労者として招待された。

### 死去

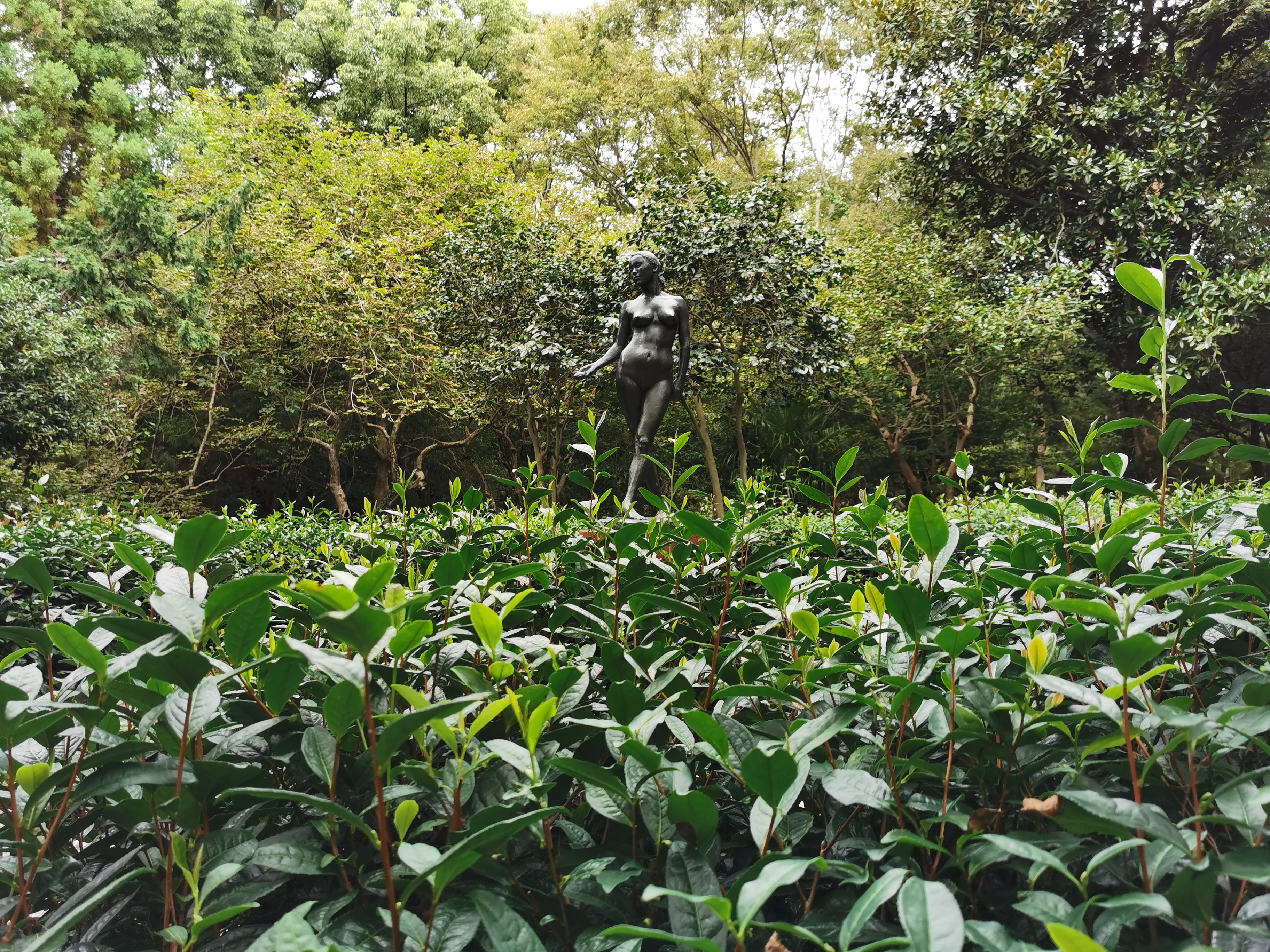
杉山彦三郎記念茶畑（静岡県静岡市）

1940年（昭和15年）には安倍郡茶業組合によって『茶樹品種改良其他』が発刊されたが、内容は杉山の口述によるものである。1931年（昭和6年）頃にはもう「やぶきた」の樹勢や品質の優位性が認められていたが、十五年戦争に突き進んでいた日本では食糧増産が国策とされたことで「やぶきた」の生産量は伸びなかった。農林省の登録品種に指定されたのは戦後の1953年（昭和28年）であり、本格的に普及したのも戦後のことである。
彦三郎は1941年（昭和16年）2月7日に死去したが、地位や名誉にこだわらなかったことから、生前にはその功績が広く知れ渡ることはなかった。静岡県茶業会議所が刊行している月刊『茶』の1970年（昭和45年）4月号から1972年（昭和47年）10月号では、『茶樹品種改良其他』の全文や杉山が残した功績が紹介された。1971年（昭和46年）時点で、「やぶきた」は日本の品種茶のうち84.5%、静岡県の品種茶のうち89.6%を占めていた。

## 顕彰

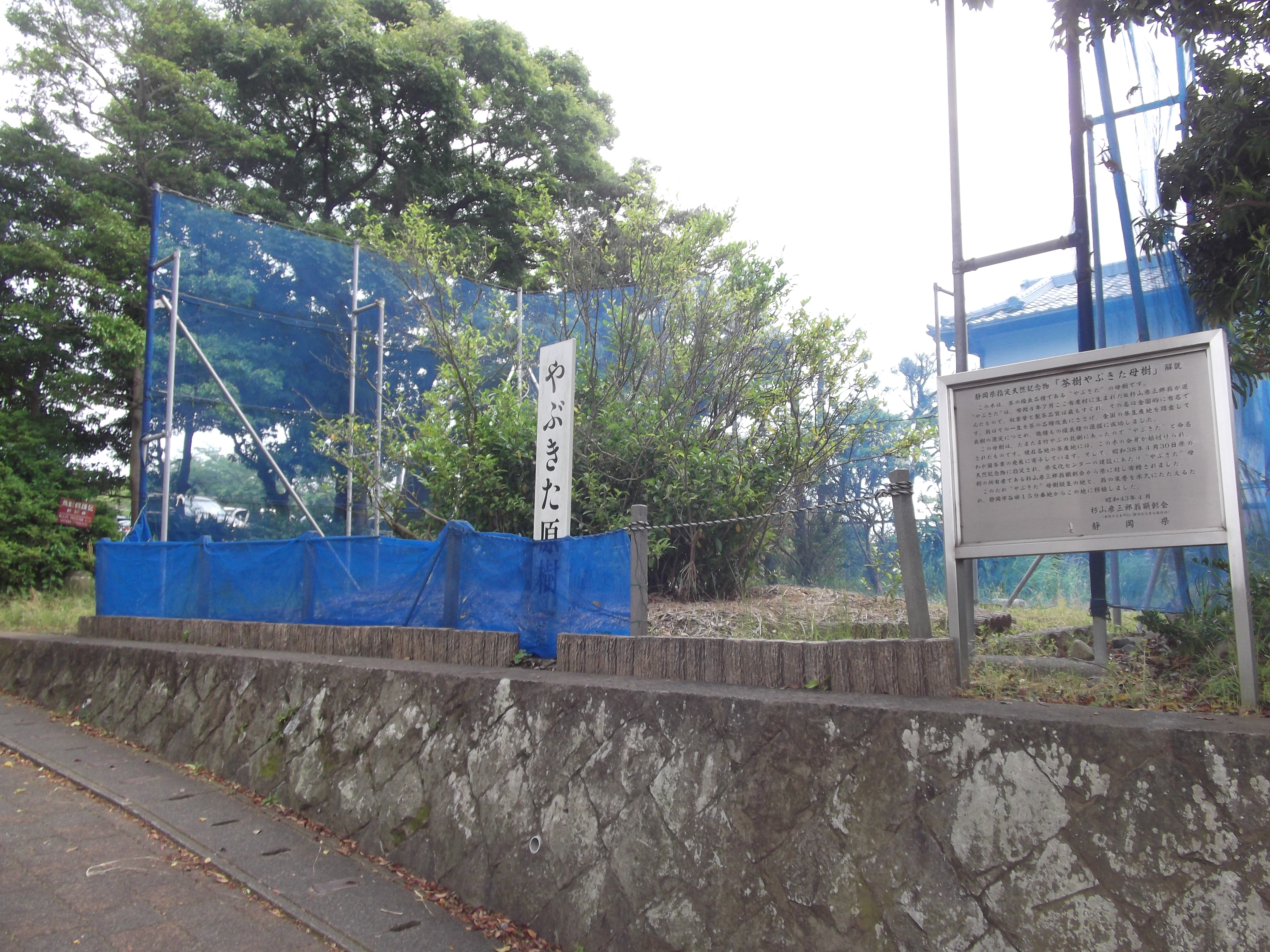
「やぶきた」の原樹（静岡県静岡市）。静岡県指定天然記念物

1950年（昭和25年）4月、杉山の遺徳を顕彰するため『頌德碑』が有志により建立された。河井彌八が篆額を手掛けており、大村利平の撰した碑文が靑山於菟の書により刻まれている。
1961年（昭和36年）には杉山の没後20年を記念して、杉山彦三郎翁顕彰会が設立された。1962年（昭和37年）には顕彰会が中心となって、静岡市の駿府城公園に「杉山彦三郎翁胸像」が建立された。顕彰会は毎年5月2日（八十八夜）に慰霊祭を開催し、茶業発展に貢献した人物の表彰を行っている。
かつて「やぶきた」原樹は杉山家の私有地にあったが、1963年（昭和38年）には静岡市谷田の静岡県立美術館や静岡県立中央図書館近くに移植された。さらに静岡県指定天然記念物となっている。現在もこの地にはやぶきた原樹と杉山彦三郎記念茶畑がある。

## 育成品種
- 「やえほ」

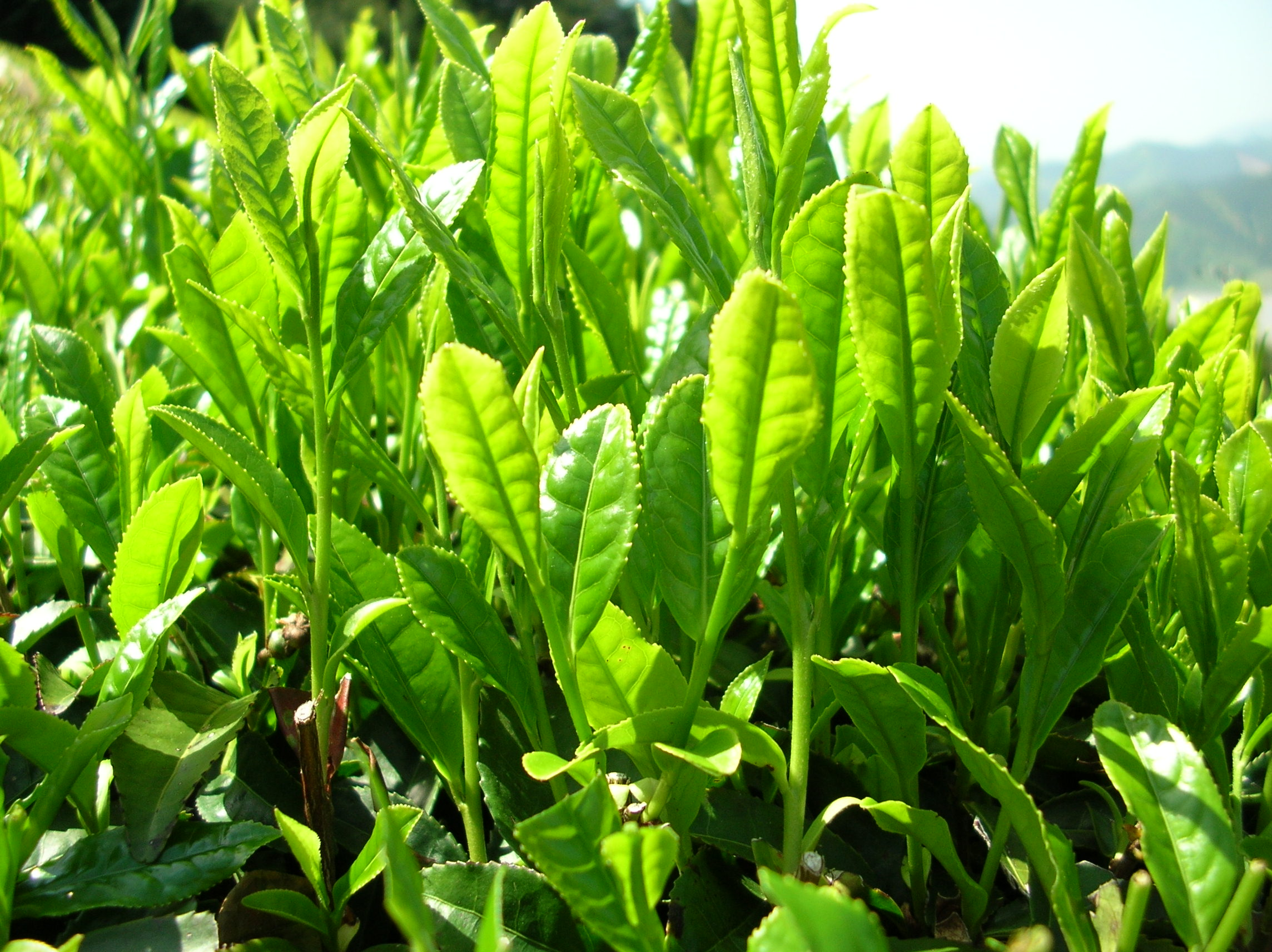
「やぶきた」の茶葉

  - 登録番号 : 茶農林17号。1954年（昭和29年）農林省登録品種。1955年（昭和30年）静岡県奨励品種。

- 「やぶきた」
  - 登録番号 : 茶農林6号。1953年（昭和28年）農林省登録品種。1955年（昭和30年）静岡県奨励品種。

- 「こやにし」
  - 登録番号 : 茶農林8号。1953年（昭和28年）農林省登録品種。1937年（昭和12年）静岡県奨励品種。1955年（昭和30年）静岡県奨励品種除外。

- 「ろくろう」
  - 登録番号 : 茶農林9号。1953年（昭和28年）農林省登録品種。1937年（昭和12年）静岡県奨励品種。1955年（昭和30年）静岡県奨励品種除外。